# Romane Serda
Pour les articles homonymes, voir Serda.
Romane Serda, née le 26 février 1971 à Paris, est une chanteuse, auteure-compositrice-interprète, productrice, musicienne et actrice française.

## Biographie
Romane Serda a grandi dans la Drôme avant de poursuivre ses études à Montpellier. Elle y découvre le monde du spectacle en travaillant pour les antennes locales des radios Europe 2 et Nostalgie. Elle travaille en parallèle sur la tournée de Jean-Jacques Goldman.
Elle s'installe ensuite à Paris pour continuer sa carrière radiophonique à l'antenne parisienne d'Europe 2.
Elle a commencé sa carrière artistique en tant que comédienne au début des années 1990 en jouant dans diverses sitcoms (Salut les Musclés et L'Annexe), avant de prendre des cours de théâtre (notamment avec Jacques Martin) ainsi que des cours de chant.
Elle part ensuite à Londres pendant six ans, où elle commence à faire de la musique, monte son groupe  et travaille quelque temps avec John Reynolds, le producteur irlandais de Sinéad O'Connor, et arrangeur pour Björk, Dido et U2, avant de revenir en France en 1999. Elle rencontre Renaud, puis Rudolf Schenker, le leader du groupe Scorpions, qui lui compose des chansons avec des textes en anglais .

## Carrière

### Années 2000 - 2010
Romane Serda collabore avec le musicien anglais Peter Glenister (guitariste, compositeur et producteur).
Elle sort son premier album, produit par le chanteur Renaud, réalisé et arrangé par Franck Eulry, en novembre 2004.
Elle est nommée aux Victoires de la musique en 2005 dans la catégorie « Album révélation de l'année ».
Le premier single, Mon envers de moi, sort en novembre 2004, suivi en mars 2005 du duo avec Renaud intitulé Anaïs Nin.
En 2006, Romane compose pour Renaud le titre J’ai retrouvé mon flingue.
Son deuxième album, Après la pluie, sort le jour de son anniversaire, le 26 février 2007, écrit par Renaud et composé par Romane.

### Années 2010 - 2020
En 2011, elle sort son troisième album Ailleurs, co-compositrice sur dix titres, Romane Serda s’est aussi impliquée en tant que coproductrice artistique et technicienne du son sur cinq chansons.
En 2016, Romane Serda compose pour Renaud le titre Pour Karim pour Fabien.
Son quatrième album, Pour te plaire, sort en mars 2018.
En 2019, elle compose deux titres pour Renaud : Parc Montsouris et Mes copains.

## Vie privée

### Années 1995 - 2015
En 1999, elle rencontre le chanteur Renaud à la Closerie des Lilas et l'aide à sortir de l'alcool dont il était dépendant depuis sept ans. Après un « faux » mariage à Las Vegas, elle épouse Renaud en août 2005 à la mairie de Châteauneuf-de-Bordette, dans la Drôme.
Leur fils, prénommé Malone, naît le 14 juillet 2006. Ils divorcent le 23 septembre 2011.

### Années 2015 à 2025
Le 7 octobre 2020, elle publie une autobiographie intitulée À la vie à l’amour dans laquelle elle révèle ses rencontres inattendues (Jean-Jacques Goldman, Les Scorpions, Jacques Martin, Renaud) et ses épreuves (violences conjugales).

## Filmographie
- 1993 : Salut les Musclés : Caroline (3 épisodes)
- 1993 : L'Annexe : Marie (38 épisodes)
- 1998 : This Could Be the Last Time (téléfilm pour la BBC)
- 1999 : Sydney Fox, l'aventurière (un épisode)[13],[17]
- 2023 : Mémoires à vif de Julie Gali : Adèle Da Costa

## Publications
- Romane Serda, À la vie à l'amour (roman autobiographique), HarperCollins, 7 octobre 2020, 196 p. (ISBN 979-1-0339-0441-0, présentation en ligne)